# Лехинч
Лехинч (англ. Lahinch; ирл. An Leacht) — деревня в Ирландии, находится в графстве Клэр (провинция Манстер) у трассы N67. Деревня получила известность во время установления нового мирового рекорда: 14 мая 2006 года 44 сёрфера прокатились на одной небольшой волне.
Местная железнодорожная станция была открыта 2 июля 1887 года, и вместе со всей остальной линией была закрыта 1 февраля 1961 года.

## Демография
Население — 607 человек (по переписи 2006 года). В 2002 году население составляло 625 человек.
Данные переписи 2006 года:
| Общие демографические показатели |               |                               |                               |      |      |
| Всё население                    | Всё население | Изменения населения 2002—2006 | Изменения населения 2002—2006 | 2006 | 2006 |
| 2002                             | 2006          | чел.                          | %                             | муж. | жен. |
| 625                              | 607           | −18                           | −2,9                          | 285  | 322  |